# البطل الأسطوري مات!
البطل الأسطوري مات! هي سلسلة مانغا يابانية من كتابة ورسم سوبرايتشي، كانت تصدر في موقع تابع ل شوغاكوكان في الفترة من ديسمبر 2014 حتى ديسمبر 2020 وجمعت في 20 تانكوبون وتم عمل مسلسل أنمي من إنتاج ليدين فيلمز سيعرض في أبريل 2023.